# 明治十四年の政変

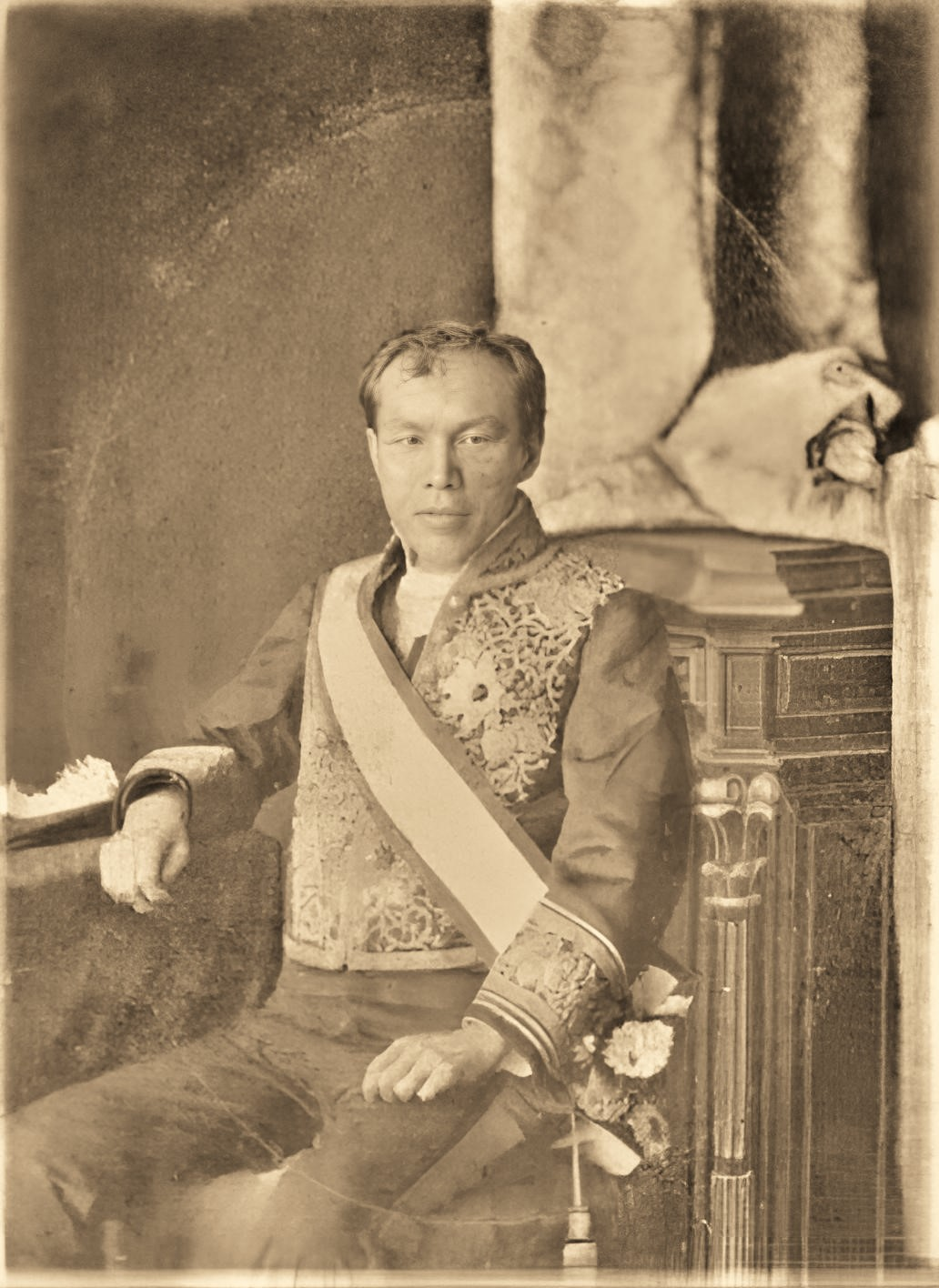
大隈重信

明治十四年の政変（めいじじゅうよねんのせいへん）とは、明治14年（1881年）10月に参議大隈重信が明治政府中枢から追放された事件。自由民権運動が勃興する中で発生した開拓使官有物払下げ事件に端を発した事件であり、大隈と大隈系官僚が政府から去ったことにより政府内の構造が大きく変容した。

## 前史

### 政変前の政府構造
明治11年（1878年）5月に大久保利通が暗殺され、政府の中枢を担う内閣は参議伊藤博文が主導権を握る形となった。大蔵卿を兼ね、財政における実力者であった大隈も伊藤の立場を認め、「君が大いに尽力せよ、僕はすぐれた君に従って事を成し遂げるため、一緒に死ぬまで尽力しよう」と伊藤を支える意思を表明している。薩摩派からは伊藤に対抗する存在として期待されていたが、伊藤の盟友である井上馨の参議就任にも協力するなど、伊藤に敵対する素振りは見せなかった。
しかし明治13年（1880年）頃には大隈発案による外債募集を巡って伊藤らと意見を違え、長州閥と対立することも起きていた。7月頃には井上が伊藤に、大隈を駐ロシア大使に左遷する案が参議の間で出ていると述べ、8月には伊藤が右大臣岩倉具視に対し、大隈を開拓使長官にしてはどうかと提案している。
一方で大隈は明治11年頃から福澤諭吉と親交を深めるようになり、慶應義塾への資金援助や横浜正金銀行の設立問題等で協力するようになった。

### 立憲体制導入問題
明治12年（1879年）、国会開設運動が興隆し、政府内でも憲法制定や国会開設について議論が開始されていた。明治9年（1876年）からは元老院において憲法草案の作成が進められていた。明治12年12月に参議山縣有朋が立憲政体に関する意見書を提出したことにより、太政大臣三条実美と岩倉は参議から立憲政体に関する意見を天皇に提出させることとした。翌明治13年2月には黒田清隆、7月には井上、12月には伊藤が提出した。このうち黒田は立憲政体は時期尚早であると述べ、山縣と井上はヨーロッパの知識を盛り込んだだけのものであった。
伊藤は井上毅の協力を得て意見書を作成した。その内容は「国会創設は望ましいことではあるが、大事を急いで行うのは望ましくない」「国会を作る場合は上下両院を作り、均衡を保つべきである」「上院を作成する準備のため、現在の元老院を拡張し、華族・士族から公選された代表者に法律を作成させる」「下院の準備として府県会議員から公選の会計検査を行う検査員を選出する」というものであった。しかし大隈は意見書を出そうとはせず、明治14年を迎えた。

#### 熱海会議
明治14年1月から2月にかけ、伊藤は熱海の旅館に大隈・井上・黒田を招き、立憲政体等について語り合ったが、合意は行われなかった。またこの会議の中では開拓使の廃止問題が取り上げられた。黒田は開拓使の継続が必要であると主張したが、大隈は財政上の問題で継続は困難であるとした。官有物払下げの方針が定まり、五代友厚が引き受け手として名乗りを上げた。

#### 大隈の意見書
3月になると、未だ意見書を提出していなかった大隈に対し、左大臣有栖川宮熾仁親王から督促が行われた。大隈は有栖川宮に対し、他の参議・大臣に見せないことを条件に意見書を提出した。大隈の意見書は「早急に欽定憲法を制定し、2年後に国会を開く」「イギリス型の立憲政治を導入し、政党内閣を組織させる」など、あまりにも急進的なものであった。有栖川宮は意見書を三条と岩倉に見せており、岩倉は伊藤が大隈の意見書について知らないということを察知した。意見書の内容があまりにも過激であると考えた岩倉は、伊藤に知られる前に大隈と話そうという手紙を書いている。しかし大隈は伊藤と意見を交換しようとはしなかった。
7月、伊藤が大隈の意見書の内容を知り、激怒して出仕を行わなくなった。7月4日大隈は伊藤の元に赴いて弁解した。伊藤は大隈が福澤の代弁をするようなことをするのはおかしいとし、またなぜ自分に話さなかったのかと詰め寄った。これに対して大隈は、意見書の内容は実効性のあるものではなく、自分の見込みを書いただけで福澤の意見ではないと弁解し、「繰り返し繰り返し謝るのみです」「よろしく思いやりの心で許してください」と謝罪した。伊藤は7月5日より再び出仕したが、意見書について再度大隈に確認し、岩倉に問題は十分に解決していないと伝えるなど、二人の間には亀裂が残った。この段階では三条や岩倉は伊藤と大隈の間を取り持とうとしていた。
大隈の意見書は政変後に金子堅太郎が佐々木高行に「福澤ニ綴ラセタリ」と福澤の筆によるものであると伝え、福澤自身もこれを認めたと語っている。慶應義塾で教えを受け、太政官の大書記官を務めていた矢野文雄は後年、「わが輩が書いたもののやうである」と回想している。

## 政変

### 払下げ問題の漏洩
一方で明治13年頃から開拓使の産業・土地等を民間に払い下げる計画が進められていた。明治14年7月21日、黒田は閣議において、開拓使の官僚によって構成された「北新社」と、五代が参加していた「関西貿易社」への払下げを提議した。
閣議において左大臣有栖川宮熾仁親王や大隈は反対したが、閣議では採択された。ところが7月26日に『東京横浜毎日新聞』において、「関西貿易商会の近状」と題した記事で払下げの事案が暴露され、黒田が同郷の五代に対して利益供与を行っているという報道が行われた。7月30日に明治天皇が裁下し、8月1日には公表されたため、各新聞紙上では大きな批判が繰り広げられることとなった。払下げが大きな批判を受けたことで太政大臣三条実美も払下げに難色を示すようになった。これを聞いた黒田は三条家に出向いて払下げの遂行を求めて強談している。

### リークを行った人物
新聞に払下げ情報のリークを行った人物としては様々な名が挙げられているが、明確になったものはない。
広瀬は8月31日の五代宛書簡において「某社」、三菱の策謀であると述べており、当時の政府内でも三菱の関与がしきりに取り沙汰されていた。また三菱につながる大隈、福澤諭吉らの陰謀説も政府内で取り沙汰されている。佐々木高行は土方久元から聞いた話として、伊藤博文が（事件は）三菱会社・大隈重信・福澤諭吉らが「相計リタル」ものと語ったとしている。また佐々木によれば河野敏鎌も参加していたとしている。黒田も同内容の説を信じていたが、大隈自身は『大隈侯昔日譚』において関与を否定している。
明治33年（1900年）に刊行された茶話主人著『維新後に於ける名士の逸談』では、岩内炭鉱の採算が取れないことを知った五代によるリークであるとしている。宮地英敏は炭鉱の採算が取れず、開拓事業への関与を危ぶんでいた広瀬が三菱と河野を通じてリークを行ったのではないかと推測している。伊藤之雄は大隈系の官僚であった矢野文雄か尾崎行雄・犬養毅・小野梓のいずれかであろうとしている。
実際のリーク者が誰であれ、伊藤博文は大隈が関与したと確信を強めていた。閣議で大隈が払下げに反対したことは、伊藤に大隈・福澤・三菱の陰謀説を信じさせる一因となった。

### 政府内における大隈排斥の動き
7月30日より天皇は北海道を含む地方行幸に赴き、閣員のうち有栖川宮・大隈・黒田・大木喬任はこれに同行していた。一方で東京に残った伊藤・井上・山縣有朋・山田顕義・西郷らは大隈の排除に向けて動き出し、三条や当時京都で病気療養中だった右大臣岩倉具視の説得を開始した。また佐々木ら非薩長系の政府重臣、井上毅による薩摩系参議への根回しも開始された。この頃佐々木高行・土方久元・吉井友実ら天皇親政を目指す旧侍補グループや谷干城・鳥尾小弥太ら非薩長系の軍人、そして金子堅太郎や三好退蔵といった中堅官僚は「中正党」と呼ばれるグループを形成し、払下げに反対して薩長勢力に対抗しようとしていた。
この際に大隈を排除する理由として挙げられたのが、大隈が福澤・三菱・佐賀・土佐の民権派と組んで、払下げ事件等で反政府感情を煽り、政権奪取を企てているというものである。佐々木高行は、世論の激化で政府が動揺すると好機と考え、宮中や元老院を舞台に谷・元田らと共に天皇親政運動を主導して、払下げ反対と大隈の追放および元老院の権限強化と参議廃止を訴え、天皇を擁して再度親政を掲げ伊藤ら政府要人の排除に動いたために「中正党」と称された。9月に結成された中正党の顔触れは元侍補達と谷や鳥尾小弥太・三浦梧楼・曾我祐準ら非主流派の軍人、河田景与・中村弘毅ら元老院議官、三好退蔵・金子堅太郎ら少壮官僚で構成されていた。佐々木に大隈の陰謀を伝えた金子堅太郎は、自分自身が大隈系の官僚から陰謀の存在を聞いたとしている。これにより三条や非薩長系も含めた東京政府内では大隈・福澤・三菱の結託が強く信じられるようになっていった。
実際に大隈・福澤・三菱は緩い連携を持っていたが、共通の謀略をもっていたわけではなかった。福澤の弟子である大隈系官僚は国会早期開催に積極的であったが、福澤は自由民権運動自体も「無智無識の愚民」と評するなど冷淡であり、国会開設も時期尚早であると考えていた。また大隈らは伊藤らが大隈排斥に向けて動いていることをほとんど把握していなかった。大隈が東京の情勢を知ったのは10月3日の北畠治房からの連絡によるもので、対処を取るためには遅すぎた。
10月8日までに東京政府のメンバー内では、大隈の罷免、憲法制定と9年後の国会開設、そして払下げの中止が合意された。帰京した岩倉は払下げ中止には否定的であり大隈罷免にも消極的であったが、伊藤や黒田が大隈罷免と払下げ中止を強く迫ったことによって、大隈罷免に同意し、開拓使問題については明治天皇の裁下を仰ぐこととなった。
天皇が10月11日に帰京すると、岩倉は千住駅で拝謁し、大隈の謀略によって払下げ問題が批判を受けているため、早急に御前会議を開いて払下げを再考するべきであると上奏した。その後三条・岩倉の二大臣、伊藤・黒田・山縣・西郷・井上・山田の六参議は有栖川宮左大臣と密談し、大隈罷免について合意した。これに続いて大隈以外の大臣・参議が大隈罷免を上奏した。明治天皇は大隈排除が薩長による陰謀ではないかと疑ったが、薩長以外の参議も大隈排除に同意していたことから、大隈排除に同意した。
同日中に伊藤と西郷によって大隈はこのことを知り、辞職した。10月12日に払下げの中止と国会開設が公表され（国会開設の詔）、事件は終息した。しかし農商務卿河野敏鎌や、矢野文雄・小野梓といった大隈系官僚が大量に辞職した。

## 政変の影響
しばしば政変はプロイセン風の憲法を作ろうとする伊藤とイギリス風を目指す大隈の路線対立が原因とみなされることがあるが、伊藤は政変の時点では明確にプロイセン流憲法を目指していたわけではなかった。伊藤は政変前の7月2日に井上毅からプロイセン流の憲法を作るよう求められていたが、伊藤はこの時点でははかばかしい反応を示していなかった。また岩倉も9月に出された井上毅の「内閣職制意見」にあるプロイセン流の天皇親政意見には同意しなかった。
しかし政変によって政府内の保守化が進んだことは確実である。井上毅は政変後の政府の有るべき姿として、「彼レ（福澤）ノ為ル所ニ反スルノミ」と述べたように、政府内からの福澤派の影響は徹底的に排除された。これによって政府内の保守化が進み、かつては排斥されていた島津久光の保守思想が再評価されるに至っている。
辞職した大隈と大隈系官僚は政党結成に動き、立憲改進党設立の母体となる。しかし大隈は明治21年（1888年）に政府復帰し、外務大臣を務めている。大隈の回想によれば、岩倉は明治16年（1883年）に没する直前に「薩長政治家にあやまられて、我が輩（大隈）を退けた事を悔ひ」、謝罪したとされる。
翌明治15年（1882年）1月1日、黒田が参議および開拓長官を辞職し、内閣顧問の閑職に退いた。これにより政府内は伊藤を中心とする長州閥の主導権が確立された。開拓使も2月8日に廃止され、北海道は函館県、札幌県、根室県に分けられた（三県一局時代）。またこの年には伊藤が憲法調査のためドイツおよびイギリスに留学することになるが、ドイツにおいてローレンツ・フォン・シュタインと出会ったことで、プロイセン流の憲法作成に傾倒していくこととなる。

## 政変で下野した人物

### 参議・省卿
- 大隈重信（参議）
- 河野敏鎌（農商務卿）
- 佐野常民（大蔵卿）

### 官僚
- 前島密（駅逓総監）
- 矢野文雄（統計院幹事兼太政官大書記官）
- 犬養毅（統計院権少書記官）
- 小野梓、牛場卓蔵、大隈英麿、尾崎行雄、島田三郎、田中耕造、津田純一、中野武営、中上川彦次郎、牟田口元学、森下岩楠

## 参照
1. 1 2  伊藤之雄 2019, p. 248.
2. ↑  伊藤之雄 2019, p. 254-259.
3. ↑  伊藤之雄 2019, p. 263-265.
4. ↑  伊藤之雄 2019, p. 251-252.
5. 1 2  伊藤之雄 2019, p. 265-266.
6. ↑  伊藤之雄 2019, p. 266.
7. ↑  伊藤之雄 2019, p. 266-267.
8. ↑  伊藤之雄 2019, p. 269.
9. 1 2  木曽朗生 2005, p. 93-94.
10. ↑  伊藤之雄 2019, p. 273.
11. ↑  伊藤之雄 2019, p. 273-274.
12. ↑  伊藤之雄 2019, p. 275-276.
13. 1 2  伊藤之雄 2019, p. 281.
14. ↑  伊藤之雄 2019, p. 277-281.
15. ↑  伊藤之雄 2019, p. 282.
16. ↑  渡辺俊一 1994, p. 194-195.
17. ↑  伊藤之雄 2019, p. 278.
18. ↑  “明治14年に五代友厚が関西貿易社を創立しているが、明治16年に解散しているようである。その間の詳細が分かる資料はあるか。”. レファレンス協同データベース. 2021年11月22日閲覧。
19. 1 2  伊藤之雄 2019, p. 282-283.
20. ↑  木曽朗生 2005, p. 89-90.
21. ↑  伊藤之雄 2019, p. 284.
22. ↑  木曽朗生 2005, p. 109.
23. ↑  宮地英敏 2014, p. 190.
24. ↑  宮地英敏 2014, p. 191.
25. ↑  宮地英敏 2014, p. 193.
26. ↑  木曽朗生 2005, p. 129.
27. 1 2 3  伊藤之雄 2019, p. 283.
28. ↑  宮地英敏 2014, p. 182-183.
29. ↑  宮地英敏 2014, p. 192-193.
30. ↑  伊藤之雄 2019, p. 285.
31. ↑  伊藤之雄 2019, p. 286.
32. ↑  渡辺俊一 1994, p. 196-198.
33. ↑  渡辺俊一 1994, p. 204.
34. ↑  笠原英彦 2019, p. 6.
35. ↑  渡辺俊一 1994, p. 242-243.
36. ↑  渡辺俊一 1994, p. 200.
37. ↑  伊藤之雄 2019, p. 288-289.
38. ↑  伊藤之雄 2019, p. 289.
39. ↑  伊藤之雄 2019, p. 290.
40. 1 2 3 4  伊藤之雄 2019, p. 291.
41. ↑  木曽朗生 2007, p. 126-127.
42. ↑  木曽朗生 2007, p. 227.
43. ↑  木曽朗生 2007, p. 228.
44. ↑  渡辺俊一 1994, p. 198-199.
45. 1 2  伊藤之雄 2019, p. 292.
46. ↑  渡辺俊一 1994, p. 209-210.
47. ↑  笠原英彦 2019, p. 3.
48. ↑  渡辺俊一 1994, p. 215-216.
49. ↑  渡辺俊一 1994, p. 216.
50. ↑  伊藤之雄 2019, p. 299-302.
51. ↑  木曽朗生 2005, p. 173.
52. ↑  笠原英彦 2019, p. 23-25.

## 関連文献
- 伊藤之雄『伊藤博文 近代日本を創った男』講談社、2009年11月5日。ISBN 978-4-06-215909-8。
- 佐々木高行 著、東京大学史料編纂所 編『保古飛呂比 佐佐木高行日記』 第10巻、東京大学出版会、1978年3月。ISBN 978-4-13-099770-6。
- 瀧井一博『伊藤博文 知の政治家』中央公論新社〈中公新書 2051〉、2010年4月25日。ISBN 978-4-12-102051-2。
- 真辺将之「明治一四年の政変―大隈重信はなぜ追放されたか」 小林和幸 編『明治史講義【テーマ編】』筑摩書房、2018年2月。ISBN 978-4-480-07131-6。
- 石井寛治『情報・通信の社会史 近代日本の情報化と市場化』有斐閣〈生活と技術の日本近代史〉、1994年11月。ISBN 4-641-06717-1。